# António Rocha (mártir)
António da Rocha OIH (Escariz, Arouca, Área Metropolitana do Porto, 17 de março de 1959 - Chiúre, Pemba, Moçambique, 17 de janeiro de 1989) foi um padre missionário e mártir católico português.

## Biografia
António da Rocha foi o mais velho dos sete filhos de Manuel da Rocha e de sua mulher Adelina da Rocha, tendo sido baptizado a 5 de abril de 1959 na igreja matriz de Escariz. Com seis meses de idade foi viver para Cesar, que viria a ser a sua terra de adopção e onde viria a descobrir a sua vocação sacerdotal.
Aos 11 anos, a 1 de outubro de 1970, ingressou no Seminário das Missões de Cucujães, prosseguindo a sua formação nos seminários de Cernache do Bonjardim, Valadares e Tomar, todos pertencentes à Sociedade Missionária da Boa Nova. Crismado a 15 de julho de 1978 em Valadares, no dia seguinte fez o juramento temporário de consagração à obra missionária, compromisso que renovaria em a 8 de novembro de 1980 e em 16 de julho de 1982. Recebeu os ministérios de Leitorado e de Acólito, respectivamente a 25 de janeiro de 1984 e 6 de julho do mesmo ano. Fez o juramento perpétuo em 3 de fevereiro de 1985 dia em que foi ordenado diácono e foi designado para a missão de Angola. Preparando-se para o trabalho pastoral, colaborou na paróquia de São Félix da Marinha, vindo a ser ordenado presbítero em Cesar, a 21 de julho de 1985, pelo Bispo do Porto, D. Júlio Tavares Rebimbas e a celebrar a sua missa nova na mesma localidade a 15 de agosto do mesmo ano.
Nomeado educador e professor no Seminário de Cernache do Bonjardim em 19 de julho de 1985, frequentou o curso de capelão militar na Academia Militar (Setembro de 1987, vindo a integrar a equipa formadora do  Seminário das Missões de Cucujães.
Desejoso por abraçar a vida missiomária, em 9 de julho de 1980 foi nomeado para a Paróquia-Missão do Chiúre, na diocese de Pemba, ao norte de Moçambique, para onde partiu em janeiro de 1989. Quando se dirigia para a missão onde iria realizar o seu apostolado missionário, em 17 de janeiro de 1989 António da Rocha foi mortalmente surpreendido por uma emboscada da guerrilha terrorista, na estrada que liga Pemba ao Chiúre.
Poucos meses após a sua morte, a 6 de maio de 1989, a Assembleia de Freguesia de Cesar atribuiu o nome do Padre António da Rocha à rua aonde ele residiu. Foi condecorado postumamente, a 20 de dezembro de 1990, com o grau de Oficial da Ordem do Infante D. Henrique pelo presidente Mário Soares.